# Escacs a cegues

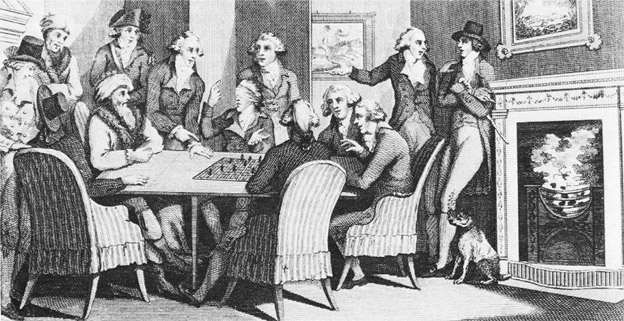
Philidor jugant a escacs a la cega

Els escacs a cegues o a la cega són una varietat del joc d'escacs en la qual els jugadors no veuen ni toquen les peces. Això força els jugadors a mantenir un model de representació mental de la posició de les peces. Els moviments es comuniquen entre els jugadors mitjançant qualsevol sistema vàlid de notació d'escacs.
Els escacs a la cega es van considerar en certa manera miraculosos durant segles, però actualment s'accepta que qualsevol jugador de certa força és capaç de jugar a la cega, i molts poden jugar diverses partides a la cega simultàniament. En cas de partides simultànies a la cega, normalment és un intermediari qui retransmet entre els jugadors els moviments de les peces.

## Història antiga
Els escacs a la cega es van començar a jugar bastant d'hora en la història dels escacs; potser la primera partida fou jugada per Sa'id bin Jubair (665–714) a l'Orient Mitjà. A Europa, els escacs a la cega van esdevenir populars com a mitjà de posar hàndicaps a un mestre en enfrontar-se amb un adversari més dèbil, o de simplement mostrar les seves habilitats superiors.

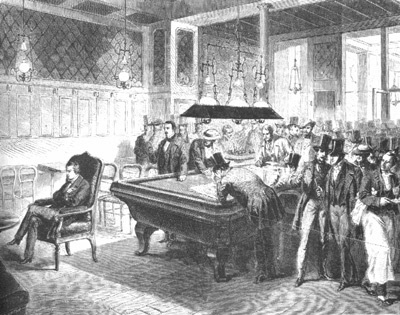
Morphy jugant als escacs a la cega

Harold James Ruthven Murray va enregistrar un altre tipus d'escacs poc freqüents: dos genets de l'Àsia central cavalcant de costat mentre jugaven als escacs tot dient-se els moviments l'un a l'altre, sense fer servir tauler ni peces.
La primera partida d'escacs a cegues coneguda a Europa va tenir lloc a Florència el 1266. El gran jugador francès François-André Danican Philidor va mostrar la seva habilitat per jugar simultàniament tres partides d'escacs a cegues el 1783 amb gran èxit, amb diaris que van mostrar la seva consecució, havent après a visualitzar el tauler de nit quan tenia problemes per dormir.
Paul Morphy va fer el 1858 una demostració d'escacs a cegues contra els vuit millors jugadors a París amb sis victòries i dues taules. Uns altres dels primers mestres que practicaren els escacs a cegues foren Louis Paulsen, Joseph Henry Blackburne (capaç de jugar fins a 16 partides a cegues simultànies) i el primer campió mundial Wilhelm Steinitz, que va jugar a Dundee, el 1867, sis partides a cegues simultànies (tres victòries, tres taules). Per als mestres aquesta era una bona font d'ingressos.

## Història al segle XX
A mesura que passava el temps, els rècords en exhibicions a cegues s'incrementaven. El 1900 Harry Nelson Pillsbury va jugar 20 partides simultàniament a Filadèlfia; poc després d'intentar la proesa inusual de jugar 15 partides d'escacs i 15 de dames simultàniament (el rècord per a partides de dames a cegues és de 28 partides simultànies). Richard Réti i el Campió del món Aleksandr Alekhine foren els següents en perseguir el rècord.
El 1924, a l'Hotel Alamac de Nova York, Alekhine hi jugà 26 partides simultànies a la cega contra adversaris molt forts (Isaac Kashdan i Hermann Steiner entre ells), amb el resultat de 16 victòries, 5 derrotes, i 5 empats. Aquesta fou probablement la més forta de totes les exhibicions simultànies a la cega mai disputades. El febrer de l'any següent a París, s'enfrontà amb 28 equips de quatre jugadors cada un, amb el resultat impressionant de 22 victòries, 3 derrotes, i 3 empats. El mateix any, Réti millorava aquest registre enfrontant-se a 29 jugadors simultàniament a São Paulo, i va fer un comentari posterior sobre la seva poca memòria, després d'oblidar-se la cartera després de l'esdeveniment.
Alekhine va establir un nou rècord mundial el 16 de juliol de 1934 a Chicago jugant 32 partides amb 19 victòries, 5 pèrdues, i 5 taules. Edward Lasker fou l'àrbitre d'aquest esdeveniment.
George Koltanowski va establir el rècord mundial el 20 de setembre de 1937, a Edimburg, jugant 34 partides d'escacs a cegues simultàniament, guanyant-ne 24 i perdent-ne 10, durant un període de 13 hores, una fita que fou registrada al Guinness World Records, i que fou el rècord mundial fins al novembre de 2011. Miguel Najdorf i Janos Flesch afirmaven haver batut aquell registre, però no fou controlat com el de Koltanowski. El registre de Najdorf a Rosario (Argentina) fou contra 40 adversaris (+36 =1 -3) i l'organitzà per fer saber a la seva família que era viu, ja que s'havia quedat a l'Argentina després de competir a l'Olimpíada de Buenos Aires de 1939. Va augmentar el seu registre fins a 45 adversaris a São Paulo el 1947, amb el resultat de 39 victòries, quatre taules i dues derrotes. El Guinness World Records no va admetre el registre de Najdorf, perquè presumptament tenia accés als registres de moviments, i hi havia adversaris múltiples per tauler. Koltanowski afirmava que podria haver gestionat 100 partides en aquelles condicions. Tanmateix, el registre de Najdorf és considerat legítim per altres fonts.
El darrer augment en el rècord fou reclamat per l'hongarès Janos Flesch a Budapest el 1960, jugant contra 52 adversaris amb 31 victòries, 3 taules i 18 derrotes. Tanmateix, aquest intent de registre ha estat una mica tacat pel fet que a Flesch se li permetés recontar verbalment els jocs en curs. Va tenir lloc en un període extraordinàriament curt de temps, al voltant de cinc hores, i va incloure moltes partides curtes.
Un altre registre notable fou establert el 1960 per Koltanowski a San Francisco, quan va jugar 56 partides consecutives a un ritme de 10 segons per moviment. La demostració va durar 9 hores amb el resultat de 50 victòries i 6 derrotes.

## Rècords al segle XXI
Un nou rècord d'Europa fou establert el novembre de 2010 per Marc Lang a Sontheim (Alemanya), jugant contra 35 adversaris, amb 19 victòries, 13 empats, i 3 derrotes, durant un període de 23 hores.
També l'alemany Marc Lang va establir un nou rècord mundial el novembre de 2011 a Sontheim, jugant a cegues contra 46 adversaris simultàniament, amb 25 victòries, 19 empats i només 2 derrotes.

## Incidència sobre la salut
Tot i que els escacs a cegues han estat recomanats amb moderació per moltes fonts com a mètode d'augmentar la força individual de joc, les exhibicions de simultànies a la cega foren oficialment prohibides el 1930 a l'URSS, en considerar que eren un perill per a la salut. Mikhaïl Botvínnik també va advertir sobre això. Alguns jugadors a la cega han indicat que aquesta modalitat és més esgotadora que el joc regular sobre el tauler, fins i tot encara que s'utilitzin controls de temps més ràpids.

## Psicologia
Atès que sembla que aquesta forma d'escacs exigeixi habilitats visuo-espacials i de memòria extraordinàries, ha estat objecte considerable recerca en psicologia, començant amb els treballs d'Alfred Binet el 1893, continuant amb el del Gran Mestre d'escacs i psicoanalista Reuben Fine el 1965, i culminant en les dues darreres dècades amb uns quants articles científics que descriuen experiments psicològics amb els escacs a la cega. En general, el resultat de les investigacions mostren que són crucials per als escacs a cegues tant els coneixements que els escaquistes hagin adquirit com la seva habilitat per fer operacions visuoespacials mentalment.

## Situació actual
Avui en dia hi ha torneigs d'escacs a cegues durant tot l'any, i d'aquests, el de més alt perfil és el Melody Amber, celebrat a Montecarlo. Aquest esdeveniment és en part finançat pel bilionari i Campió d'escacs per correspondència Joop van Oosterom, i atrau molts dels millors jugadors del món per competir en circumstàncies úniques. Dels millors jugadors actuals, Vladímir Kràmnik, Viswanathan Anand, Aleksei Xírov i Aleksandr Morozévitx han demostrat ser especialment forts en escacs a la cega, alternant-se les victòries als torneigs Melody Amber entre 1996 i 2006.
El 2009, es publicà el llibre Blindfold Chess, History, Psychology, Techniques, Champions, World Records and Important Games (Escacs a cegues, Història, Psicologia, Tècniques, Campions, Rècords Mundials i partides importants) d'Eliot Hearst i John Knott. El llibre guanyà el Premi Fred Cramer per al Millor Llibre d'Escacs de 2009, patrocinat per la Federació d'Escacs dels EUA, els Periodistes d'Escacs d'Amèrica, i la U.S. Chess Trust. Com el nom suggereix, és un llibre compilatori que dona idea excel·lent a la història, progressió, i sorprenents proeses realitzades per jugadors a la cega.
A la pel·lícula de 2011 Sherlock Holmes: Un Joc d'Ombres, una gran part de la partida es disputa a cegues entre Holmes i Moriarty.